# امید (درنای سیبری)
امید نام یک درنای سیبری نر است که سال‌هاست برای گذران زمستان از سیبری به فریدون‌کنار مهاجرت می‌کند. امید تنها بازماندهٔ گلّهٔ غربی است.
درناهای سیبری نخستین بار در سال ۱۳۵۳ در ایران دیده شدند. جمعیت غربی درناهای سیبری∗ با گذر از تالاب‌های نارزوم در قزاقستان، ذخیره‌گاه طبیعی آستراخان روسیه در دهانهٔ رود ولگا و آذربایجان و طی مسافت تقریباً ۵۰۰۰ کیلومتری در آبان هر سال∗ به تالاب‌های فریدونکنار در استان مازندران مهاجرت می‌کنند و تا اوایل اسفند را در این تالاب می‌گذرانند.

## همسرگزینی
یکی از خصوصیات درناها نوع همسرگزینی‌شان است که به‌صورت تک‌همسری است. اگر اتفاقی برای جفت آن‌ها بیفتد، به‌سختی دوباره امکان جفت‌یابی برایشان مهیا می‌شود.
امید در ابتدا با درنایِ ماده‌ای به نام «آرزو» به ایران می‌آمد، اما آرزو در سالِ ۸۶ به دلایل نامعلومی تلف شد و پس از آن نیز امید دیگر جفت‌گیری نکرد و ۱۵ سال به‌تنهایی به ایران می‌آمد.
در سال ۱۴۰۱ در پروژه ای مشترک، یک درنای ماده (از گلّهٔ شرقی) به نامِ رؤیا را در تالابِ فریدونکنار در نزدیکیِ امید رهاسازی کردند. این دو در رویدادی نادر، پس از آغازِ آشنایی، به آوازخوانی روی آوردند و پس از چندی با هم پروازِ خود را به سویِ سیبری آغاز کردند. آنها در مسیر مهاجرت، روزانه ۸۰۰ کیلومتر در پرواز هستند.
پیشتر تلاش‌هایی در سازمان‌های محیط زیست کشورها برای جفت‌یابی «امید» با درناهای موجود در شرایط اسارت انجام شده بود تا بتوانند جمعیتِ او را دوباره احیا کنند اما تا پیش از «رؤیا» این تلاش‌ها موفقیت‌آمیز نبود.

## جمعیت
جمعیت این دسته از درناها از بیش از ۲۰۰ قطعه در سال ۱۹۳۰ به دو قطعه در سالیان اخیر و با مرگ «آرزو» به یک قطعه رسیده است. از سال ۱۳۸۵، امید — آخرین بازماندهٔ جمعیت غربی درناهای سیبری — به تنهایی به ایران می‌آید. قد امید ۱۶۰ سانتی‌متر است.
این پرنده در آبان ماه ۱۴۰۱ برای پانزدهمین سال متوالی به ایران سفر کرد.